# Joanne Samuel
Joanne Samuel (Camperdown, 1957) è un'attrice australiana divenuta famosa per aver partecipato al film Interceptor con Mel Gibson.

## Biografia
Samuel ha studiato danza con Honeybrooks e drammaturgia all'Independent theatre a North Sydney.
Prima di recitare nel film, la Samuel aveva interpretato una parte di secondo piano in Matlock Police e Homicide e nel 1979 era stata la protagonista del film L'occhio della spirale (Alison's Birthday). A quel tempo era componente fissa del cast delle soap opera Class of '74, I Sullivans e Dottori agli antipodi. 
Lasciò subito la produzione di Dottori agli antipodi quando le offrirono il ruolo in Interceptor in sostituzione dell'attrice designata ammalatasi improvvisamente. Samuel tornò poi a recitare in televisione ricoprendo il ruolo di Kelly Morgan-Young in Skyways.
Successivamente interpretò ruoli in Hey Dad!, All Saints e The Wiggles Movie.

## Filmografia

### Cinema
- Interceptor, regia di George Miller (1979)
- L'occhio della spirale, regia di Ian Coughlan (1981)
- Early Frost, regia di David Hannay (1982)
- The City's Edge, regia di Ken Quinnell (1983)
- Nightmaster, regia di Mark Joffe (1987)
- Gallagher's Travels, regia di Michael Caulfield (1987)
- Spook, regia di David Anthony Hall  (1988)

### Televisione
- Certain Women - serie TV, 1 episodio (1973)
- The Box - serie TV, 1 episodio (1974)
- Class of' 74 - serie TV, 1 episodio (1974)
- Matlock Police - serie TV, 2 episodi (1973-1974)
- Homicide - serie TV, 1 episodio (1974)
- Shannon's Mob - serie TV, 1 episodio (1975)
- I Sullivans - serie TV, 1 episodio (1976)
- Case for the Defence - serie TV, (1978)
- Skyways - serie TV, 108 (1979)
- Dottori agli antipodi (The Young Doctors) - serie TV, 14 episodi (1976-1979)
- Ratbags - serie TV, 12 episodi  (1981)
- La regina della strada (Queen of the Road) - film TV (1984)
- The Long Way Home - film TV (1985)
- Five Times Dizzy - serie TV (1986)
- Hey Dad..! - serie TV, 7 episodi (1988-1989)
- Fallen Angels - serie TV, 1 episodio (1997)
- All Saints - serie TV, 1 episodio (2001)
- Rake - serie TV, 1 episodio (2014)
- Peter Allen: Not the Boy Next Door - miniserie TV, 2 episodi (2015)
- Brock - miniserie TV, 2 episodi (2016)